# Calendrier minguo
Ne doit pas être confondu avec Calendrier chinois.
| Minguo | Grégorien |
| ------ | --------- |
| 1      | 1912      |
| 89     | 2000      |
| 100    | 2011      |
| 114    | 2025      |

Le calendrier minguo (en chinois traditionnel : 民國紀年 ; pinyin : Mínguó jìnián) ou calendrier de la république de Chine (chinois traditionnel : 中華民國曆 ; pinyin : Zhōnghuá mínguó lì), parfois désigné localement en tant que calendrier républicain, est un calendrier utilisé depuis 1912 sur les territoires contrôlés par la république de Chine. Le terme « minguo » (en chinois traditionnel : 民國 ; pinyin : Mínguó) signifie « république », en référence à la dénomination officielle de la république de Chine (en chinois traditionnel : 中華民國 ; pinyin : Zhōnghuá mínguó).
Structuré d'après le calendrier grégorien, il réutilise le système calendaire des ères chinoises.

## Format
Le calendrier minguo est calqué sur le calendrier grégorien, réutilisant la même numérotation pour les jours et mois.
L'année prend pour repère la création de la république de Chine : l'année grégorienne 1912 est ainsi utilisée en tant que première année du calendrier minguo.

## Usage

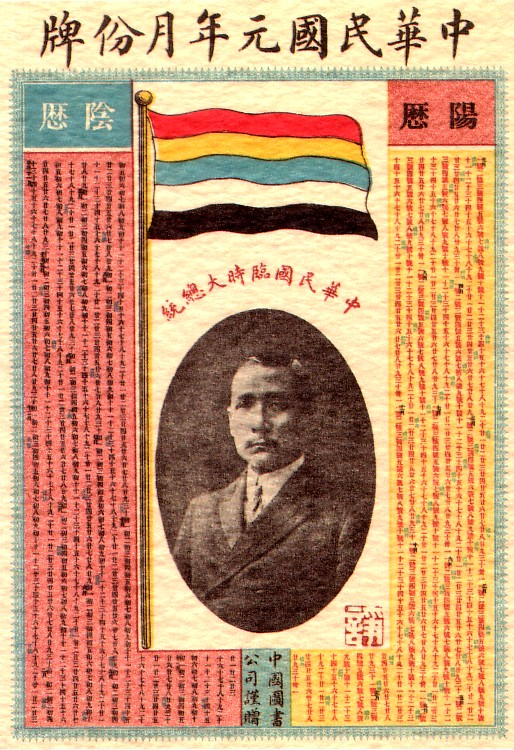
Un calendrier commémorant la première année de la république de Chine.

Le 2 janvier 1912, lendemain de la proclamation de la république de Chine, le président provisoire Sun Yat-sen instaure le calendrier républicain, abandonnant de fait le calendrier luni-solaire chinois.
Depuis cette instauration, le calendrier minguo est utilisé de manière officielle, au même titre que le calendrier grégorien,. Alors que l'île de Taïwan était sous domination japonaise lors de l'instauration de ce calendrier, il reste malgré tout utilisé après 1949, date à laquelle le territoire de la république de Chine se réduit à Taïwan,.
En 2006, le Parti démocrate progressiste propose l'abandon du calendrier minguo, en particulier afin de stopper la confusion à l'international. Avec l'opposition des partis de la coalition pan-bleue, la mesure n'est pas adoptée.

## Anecdotes
Le calendrier juche, en vigueur en Corée du Nord, utilise également l'année 1912 en tant que première année, en référence à l'année de naissance de Kim Il-sung, fondateur de la république populaire démocratique de Corée. La numérotation des années coïncide également avec l'ère Taishō du calendrier japonais.
Le bug de l'an 2000 du calendrier grégorien a son équivalent dans le calendrier minguo : le nouvel an grégorien 2011 équivaut au passage de l'an minguo 99 à 100.